# Tatjana Kästel
Pour les articles homonymes, voir Kastel (homonymie).
Tatjana Kästel (née le 20 mars 1982 à Karlsruhe en Allemagne) est une actrice allemande. 

## Biographie
Tatjana Kästel est notamment connue pour son rôle de Rebecca von Lahnstein dans la série télévisée Verbotene Liebe.
De 2004 à 2010, elle a eu un engagement au théâtre d'État de Mayence.

## Filmographie
- 2003 : Medicopter
- 2004 : Vier im Flur (court-métrage)
- 2004 : Mit Herz und Handschellen (de)
- 2004 : STF (série télévisée)
- 2005 : Loslassen (court-métrage)
- 2010 : Un cas pour deux (série télévisée)
- 2012 : Idiotentest (de) : Frau Schering (téléfilm)
- 2011 : Wohnen auf Bewährung (court-métrage)
- 2012 : Mick Brisgau
- 2012-2013 : Verbotene Liebe